# Mari Rantanen
Mari Rantanen (ur. 29 marca 1976) – fińska polityk, ratownik medyczny i działaczka samorządowa, posłanka do Eduskunty, w latach 2023–2024 i od 2024 minister spraw wewnętrznych.

## Życiorys
Uzyskała uprawnienia pielęgniarki i ratownika medycznego. W 2011 została absolwentką szkoły policyjnej Poliisiammattikorkeakoulu. Pracowała jako ratownik medyczny, a także w fińskiej policji. Należała do Socjaldemokratycznej Partii Finlandii, w 2014 przeszła do prawicowego ugrupowania Perussuomalaiset. W 2017 została radną miejską w Helsinkach.
W 2019 po raz pierwszy uzyskała mandat deputowanej do Eduskunty. Z powodzeniem ubiegała się o poselską reelekcję w wyborach w 2023.
W czerwcu 2023 objęła urząd ministra spraw wewnętrznych w rządzie Petteriego Orpa. Ustąpiła z tej funkcji w sierpniu 2024 z uwagi na poważną chorobę córki; jej obowiązki rządowe przejęła Lulu Ranne. Na stanowisko ministra spraw wewnętrznych powróciła w listopadzie tego samego roku.

## Odznaczenia
- Krzyż Wielki Orderu Danebroga (Dania, 2025)[8]